# Décès en décembre 2015
Décès
- 2011
- 2012
- 2013
- 2014
- 2015
- 2016
- 2017
- 2018
- 2019

Pour une information complémentaire, voir la page d'aide.

| Date         | Nom                        | Activités | Âge | Source |
| ------------ | -------------------------- | --- | --- | ------ |
| 1er décembre | Paul Bernard               | Archéologue français. | 86  |        |
| 1er décembre | Rob Blokzijl               | Universitaire néerlandais. | 72  | (en)   |
| 1er décembre | Jim Loscutoff              | Basketteur américain. | 85  | (en)   |
| 1er décembre | Antonio Troyo Calderón     | Prélat catholique costaricien. | 92  | (es)   |
| 2 décembre   | Juan Eduardo Azzini (es)   | Homme politique uruguayen. | 98  | (es)   |
| 2 décembre   | Jean Batigne               | Percussionniste français. | 82  |        |
| 2 décembre   | Sandy Berger               | Avocat américain, conseiller à la sécurité nationale (1997–2001). | 70  | (es)   |
| 2 décembre   | Jacques Denis              | Acteur français. | 72  |        |
| 2 décembre   | Gabriele Ferzetti          | Acteur italien. | 90  | (en)   |
| 2 décembre   | Leonardo Franco            | Musicien et guitariste uruguayen, un des fondateurs du groupe Los Iracundos (es).                                                                                        | 73  | (es)   |
| 2 décembre   | Ferenc Juhász              | Poète hongrois. | 87  | (hu)   |
| 2 décembre   | Ernst Larsen               | Athlète norvégien de steeple, médaillé de bronze aux Jeux olympiques d'été de 1956.                                                                                      | 89  | (en)   |
| 2 décembre   | Luz Marina Zuluaga         | Mannequin, Miss Colombie (1957), Miss Univers (1958). | 77  | (es)   |
| 3 décembre   | Gladstone Anderson         | Chanteur et pianiste jamaïcain. | 81  | (en)   |
| 3 décembre   | Bill Bennett               | Homme politique canadien. | 83  | (en)   |
| 3 décembre   | Eevi Huttunen              | Patineuse de vitesse finlandaise, médaillée de bronze aux Jeux olympiques d'hiver de 1960.                                                                               | 93  | (fi)   |
| 3 décembre   | Jean Marty                 | Joueur de billard français. | 89  |        |
| 3 décembre   | Laurent Violet             | Humoriste français. | 50  |        |
| 3 décembre   | Scott Weiland              | Chanteur américain (Stone Temple Pilots et Velvet Revolver). | 48  | (en)   |
| 4 décembre   | Eric De Vlaeminck          | Cycliste belge sur route et en cyclo-cross. | 70  |        |
| 4 décembre   | Jean-Louis Guillaud        | Journaliste français. | 86  |        |
| 4 décembre   | Ricardo Guízar Díaz (es)   | Prélat catholique mexicain. | 82  | (es)   |
| 4 décembre   | Robert Loggia              | Acteur américain. | 85  | (en)   |
| 4 décembre   | Xu Ming                    | Homme d’affaires chinois. | 44  | (zh)   |
| 4 décembre   | Yossi Sarid                | Journaliste, homme politique et écrivain israélien. | 75  | (en)   |
| 5 décembre   | Luigi Conti (en)           | Diplomate et prélat catholique italien. | 86  | (en)   |
| 5 décembre   | William McIlvanney         | Poète et écrivain écossais. | 79  | (en)   |
| 5 décembre   | Marília Pêra               | Actrice brésilienne. | 72  | (pt)   |
| 5 décembre   | Dimitar Iliev Popov        | Homme politique bulgare. | 88  | (en)   |
| 6 décembre   | Franzl Lang                | Chanteur de folklore allemand. | 84  | (de)   |
| 6 décembre   | Mike Mangold               | Aviateur américain. | 60  | (en)   |
| 6 décembre   | Holly Woodlawn             | Actrice américaine. | 69  |        |
| 7 décembre   | Rrok Mirdita               | Prélat catholique albanais d'origine yougoslave, archevêque de Tirana, Durrës et Elbasan et primat d'Albanie (1992-2015).                                                | 76  | (en)   |
| 7 décembre   | Michel Pomathios           | Rugbyman français. | 91  |        |
| 8 décembre   | Richard Balducci           | Scénariste, réalisateur et écrivain français. | 93  |        |
| 8 décembre   | Mattiwilda Dobbs           | Chanteuse, artiste lyrique américaine. | 90  | (en)   |
| 8 décembre   | David Douche               | Acteur français, interprète principal de La Vie de Jésus. | 42  |        |
| 8 décembre   | Alan Hodgkinson            | Footballeur anglais. | 79  | (en)   |
| 8 décembre   | Anthony Francis Sharma     | Prélat catholique népalais, S.J. | 77  | (en)   |
| 8 décembre   | Douglas Tompkins           | Homme d'affaires américain, fondateur de The North Face. | 72  |        |
| 8 décembre   | John Trudell               | Poète, musicien et militant politique américain. | 69  | (en)   |
| 8 décembre   | Elsie Tu (en)              | Éducatrice et militante politique hongkongaise d'origine britannique, membre du conseil urbain (1963-1995) et du conseil législatif de Hong Kong (1988-1995, 1997-1998). | 102 | (en)   |
| 9 décembre   | Carlo Furno                | Cardinal italien, grand-maître de l'ordre équestre du Saint-Sépulcre de Jérusalem (1995-2007).                                                                           | 94  | (it)   |
| 9 décembre   | Gheorghe Gruia             | Handballeur roumain, médaillé de bronze aux Jeux olympiques d'été de 1972.                                                                                               | 75  | (en)   |
| 9 décembre   | Juvenal Juvêncio           | Homme d'affaires et dirigeant sportif brésilien. | 83  | (pt)   |
| 9 décembre   | Akiyuki Nosaka             | Romancier, chanteur et parolier japonais. | 85  | (ja)   |
| 9 décembre   | Julio Terrazas Sandoval    | Cardinal bolivien, C.Ss.R. | 79  |        |
| 9 décembre   | Matthew Shija (de)         | Prélat catholique tanzanien. | 91  | (en)   |
| 10 décembre  | Georges Feher              | peintre figuratif et lithographe hongrois naturalisé français. | 86  |        |
| 10 décembre  | Denis Héroux               | Producteur, réalisateur, scénariste et monteur québécois. | 75  |        |
| 10 décembre  | Dermot O’Mahony (de)       | Prélat catholique irlandais. | 80  | (en)   |
| 10 décembre  | Arnold Peralta             | Footballeur hondurien. | 26  |        |
| 10 décembre  | Dolph Schayes              | Basketteur américain. | 87  | (en)   |
| 11 décembre  | Mihai Adam                 | Footballeur roumain. | 75  | (ro)   |
| 11 décembre  | Jiří Paďour                | Prélat catholique et dissident tchécoslovaque puis tchèque. | 72  |        |
| 11 décembre  | H. Arnold Steinberg        | Homme d'affaires et philanthrope canadien. | 82  | (en)   |
| 11 décembre  | Hot Rod Williams           | Basketteur américain. | 53  | (en)   |
| 11 décembre  | Zyx                        | Dessinateur de bande dessinées et éditeur québécois. | 65  |        |
| 12 décembre  | Ignacio Carrau             | Juriste et Homme politique espagnol. | 92  | (es)   |
| 12 décembre  | Frans Geurtsen             | Footballeur néerlandais. | 73  | (de)   |
| 13 décembre  | Benedict Anderson          | Historien américain. | 79  | (en)   |
| 13 décembre  | Abdallah Azhar             | Footballeur marocain. | 76  |        |
| 13 décembre  | John Bannon                | Homme politique australien. | 72  | (en)   |
| 13 décembre  | Piet Moget                 | Peintre néerlandais. | 87  |        |
| 14 décembre  | Guy Scherrer               | Homme d'affaires français, président du Football Club de Nantes (1992-1996).                                                                                             | 72  |        |
| 14 décembre  | Glen Sonmor                | Hockeyeur sur glace puis entraîneur canadien. | 86  | (en)   |
| 14 décembre  | Vadim Tichtchenko          | Joueur puis entraîneur de football soviétique, ukrainien, champion aux Jeux olympiques d'été de 1988.                                                                    | 52  | (uk)   |
| 14 décembre  | Aleš Veselý                | Sculpteur tchèque. | 80  | (en)   |
| 15 décembre  | Licio Gelli                | Financier italien. | 96  | (it)   |
| 15 décembre  | Jacqueline Ki Zerbo        | militante pour les droits des femmes malienne | 82  |        |
| 15 décembre  | Ken Pogue                  | Acteur canadien. | 81  | (en)   |
| 16 décembre  | Peter Dickinson            | Écrivain et poète britannique. | 88  |        |
| 16 décembre  | Aafje Heynis               | Contralto néerlandaise. | 91  | (en)   |
| 16 décembre  | Robert McKenna             | Évêque errant dominicain américain, sédéprivatiste. | 88  |        |
| 16 décembre  | Zoulikha Nasri             | Juriste et femme politique marocaine. | 70  |        |
| 16 décembre  | Joseph Tellechéa           | Joueur puis entraîneur de football français. | 89  |        |
| 17 décembre  | Serge Devèze               | Joueur puis entraîneur de football français. | 59  |        |
| 17 décembre  | Osamu Hayaishi             | Biochimiste japonais. | 95  | (ja)   |
| 17 décembre  | Michel Renard              | Homme politique français. | 91  |        |
| 17 décembre  | Joseph Roduit              | Chanoine suisse, abbé de l'abbaye territoriale de Saint-Maurice d'Agaune (1999-2015).                                                                                    | 76  | (de)   |
| 17 décembre  | René Saorgin               | Organiste français. | 87  |        |
| 17 décembre  | Jean-Luc Vilmouth          | Sculpteur français. | 63  |        |
| 18 décembre  | Serge Bonnet               | Prêtre dominicain et sociologue français. | 91  |        |
| 18 décembre  | Luc Brewaeys               | Compositeur belge. | 56  |        |
| 18 décembre  | Sylvain Dagosto            | Chef d'orchestre et compositeur français. | 98  |        |
| 18 décembre  | Vittore Gottardi           | Footballeur suisse. | 74  | (it)   |
| 18 décembre  | Léon Mébiame Mba           | Homme politique gabonais. | 81  |        |
| 18 décembre  | Placidus Nkalanga (en)     | Prélat catholique tanzanien, O.S.B. | 96  |        |
| 19 décembre  | Peter Broggs               | Chanteur de reggae jamaïcain. | 61  |        |
| 19 décembre  | Madame Claude              | Proxénète française. | 92  |        |
| 19 décembre  | Douglas Dick               | Acteur américain. | 95  |        |
| 19 décembre  | René Finkelstein           | Éditeur et personnalité de la presse catholique français. | 93  |        |
| 19 décembre  | Jimmy Hill                 | Footballeur anglais. | 87  | (en)   |
| 19 décembre  | Greville Janner            | Homme politique britannique. | 87  |        |
| 19 décembre  | Samir Kuntar               | Activiste libanais. | 53  |        |
| 19 décembre  | Kurt Masur                 | Chef d'orchestre allemand. | 88  |        |
| 19 décembre  | Dickie Moore               | Hockeyeur sur glace canadien. | 84  |        |
| 19 décembre  | Carlos Païta               | Chef d'orchestre argentin. | 83  |        |
| 19 décembre  | Jacques Rampal             | Auteur de théâtre et dessinateur français. | 71  |        |
| 20 décembre  | Alain Jouffroy             | Écrivain et poète français. | 87  |        |
| 20 décembre  | Ryszard Kiwerski           | Peintre, graphiste et affichiste polonais. | 85  |        |
| 20 décembre  | Gabriel Paul               | Homme politique français. | 97  |        |
| 20 décembre  | Nell Reymond               | Comédienne française, connue pour son rôle de "mamie gitane" dans la mini-série La Minute vieille.                                                                       | 75  |        |
| 21 décembre  | Dejan Brđović              | Volleyeur yougoslave puis serbe, médaillé de bronze aux Jeux olympiques d'été de 1996.                                                                                   | 49  | (en)   |
| 21 décembre  | Jan Góra                   | Prêtre dominicain polonais. | 67  | (pl)   |
| 21 décembre  | Gaston Viens               | Homme politique français. | 91  |        |
| 21 décembre  | Emmanuel Yarborough        | Sumotori américain. | 51  | (en)   |
| 22 décembre  | Joseph Leopold Imesch (en) | Prélat catholique américain. | 84  | (en)   |
| 22 décembre  | Freda Meissner-Blau        | Femme politique autrichienne. | 88  | (de)   |
| 22 décembre  | Rabah Taleb                | Auteur-compositeur-interprète algérien d'expression kabyle. | 80  |        |
| 23 décembre  | Hocine Aït Ahmed           | Homme politique algérien. | 89  |        |
| 23 décembre  | Marcel Debarge             | Homme politique français. | 86  |        |
| 23 décembre  | Alfred G. Gilman           | Biochimiste américain, prix Nobel de médecine (1994). | 74  |        |
| 23 décembre  | Grégoire Haddad            | Prélat catholique libanais, membre de l'Église grecque-catholique melkite.                                                                                               | 91  |        |
| 23 décembre  | Don Howe                   | Joueur puis entraîneur de football anglais. | 80  | (en)   |
| 23 décembre  | Élisabeth de La Londe      | Religieuse catholique française, fondatrice de l'abbaye Notre-Dame-de-l'Annonciation du Barroux.                                                                         | 93  |        |
| 23 décembre  | Jean-Marie Pelt            | Biologiste, pharmacien, botaniste-écologue et homme politique français.                                                                                                  | 82  |        |
| 23 décembre  | Sławomir Pstrong           | Réalisateur et scénariste polonais, (1975-2015). | 39  | (pl)   |
| 23 décembre  | Taklung Tsetrul Rinpoché   | Chef religieux tibétain. | 89  |        |
| 23 décembre  | Bülend Ulusu               | Militaire et homme politique turc, Premier ministre (1980-1983). | 92  | (tr)   |
| 24 décembre  | Eugène Dodeigne            | Sculpteur français. | 92  |        |
| 24 décembre  | Christophe Fiatte          | Footballeur français. | 48  |        |
| 24 décembre  | Takeharu Kunimoto          | Joueur de shamisen japonais. | 55  | (ja)   |
| 25 décembre  | Manuel Agujetas            | Chanteur de flamenco espagnol. | 76  | (en)   |
| 25 décembre  | Jean-Pierre Alba           | Footballeur français. | 77  |        |
| 25 décembre  | Zahran Allouche            | Rebelle syrien. | 44  | (en)   |
| 25 décembre  | Philomène Bompoko Lomboto  | Joueuse de basket-ball congolaise (RDC). | 54  |        |
| 25 décembre  | George Clayton Johnson     | Écrivain américain. | 86  | (en)   |
| 25 décembre  | Ali Eid                    | Homme politique libanais. | 75  | (en)   |
| 25 décembre  | Sadhana Shivdasani         | Actrice indienne. | 74  | (en)   |
| 25 décembre  | Robert Spitzer             | Psychiatre américain. | 83  |        |
| 25 décembre  | Jason Wingreen             | Acteur américain. | 95  | (en)   |
| 27 décembre  | Lacy Duarte                | Artiste peintre uruguayenne | 78  | (es)   |
| 27 décembre  | Stein Eriksen              | Skieur alpin norvégien, champion et vice-champion olympique aux Jeux olympiques d'hiver de 1952.                                                                         | 88  | (en)   |
| 27 décembre  | François Gross             | Journaliste suisse. | 84  |        |
| 27 décembre  | Guru Josh                  | DJ et producteur de musique britannique. | 51  | (nl)   |
| 27 décembre  | Ellsworth Kelly            | Peintre et sculpteur américain. | 92  |        |
| 27 décembre  | Meadowlark Lemon           | Basketteur américain. | 83  | (en)   |
| 27 décembre  | Alfredo Pacheco            | Footballeur salvadorien. | 33  | (en)   |
| 27 décembre  | Andy M. Stewart            | Chanteur et auteur-compositeur-interprète écossais | 63  | (en)   |
| 27 décembre  | Roy Swinbourne             | Footballeur anglais. | 86  |        |
| 27 décembre  | Gabriel Tambon             | Homme politique français. | 85  |        |
| 27 décembre  | Haskell Wexler             | Directeur de la photographie américain. | 89  | (en)   |
| 28 décembre  | Chris Barnard              | Écrivain sud-africain. | 76  | (en)   |
| 28 décembre  | John Bradbury (en)         | Musicien anglais, batteur du groupe The Specials. | 62  | (en)   |
| 28 décembre  | Joe Houston                | Saxophoniste américain. | 66  | (en)   |
| 28 décembre  | Eloy Inos                  | Gouverneur américain des Îles Mariannes du Nord. | 66  | (en)   |
| 28 décembre  | Lemmy Kilmister            | Musicien anglais, chanteur du groupe Motörhead. | 70  |        |
| 28 décembre  | Ian Murdock                | Informaticien, ingénieur, programmeur américain. | 42  | (en)   |
| 28 décembre  | Pierre-Marie Rudelle       | Peintre français. | 83  |        |
| 28 décembre  | Berenado Vunibobo          | Diplomate et homme politique fidjien | 84  | (en)   |
| 28 décembre  | Youhannes Zakaria (de)     | Prélat catholique égyptien de l'Église catholique copte. | 66  | (it)   |
| 29 décembre  | Sabino Acquaviva           | Sociologue italien. | 88  |        |
| 29 décembre  | Lilian Camberabero         | Joueur de rugby français. | 78  |        |
| 29 décembre  | Elżbieta Krzesińska        | Athlète de sauts polonaise, championne et vice-championne olympique (1956, 1960).                                                                                        | 81  | (pl)   |
| 29 décembre  | Pavel Srníček              | Footballeur tchèque. | 47  | (en)   |
| 30 décembre  | Howard Davis               | Boxeur américain, champion aux Jeux olympiques d'été de 1976. | 59  | (en)   |
| 30 décembre  | Charles Morel              | Militaire et résistant français, général de division. | 99  |        |
| 30 décembre  | Marcel Neusch              | Prêtre assomptionniste, théologien et philosophe français. | 80  |        |
| 30 décembre  | Howard Pawley              | Homme politique canadien. | 81  | (en)   |
| 30 décembre  | Zjef Vanuytsel             | Chanteur et guitariste belge. | 70  | (nl)   |
| 31 décembre  | Natalie Cole               | Chanteuse américaine de jazz. | 65  |        |
| 31 décembre  | Steve Gohouri              | Footballeur ivoirien. | 34  |        |
| 31 décembre  | Janine Reding              | Pianiste belge. | 95  |        |
| 31 décembre  | Wayne Rogers               | Acteur américain. | 82  | (en)   |
| 31 décembre  | Daniel L. Ryan (en)        | Prélat catholique américain. | 85  | (en)   |
| 31 décembre  | Richard Sapper             | Designer allemand. | 83  |        |